# Ювілейна медаль «25 років незалежності України»

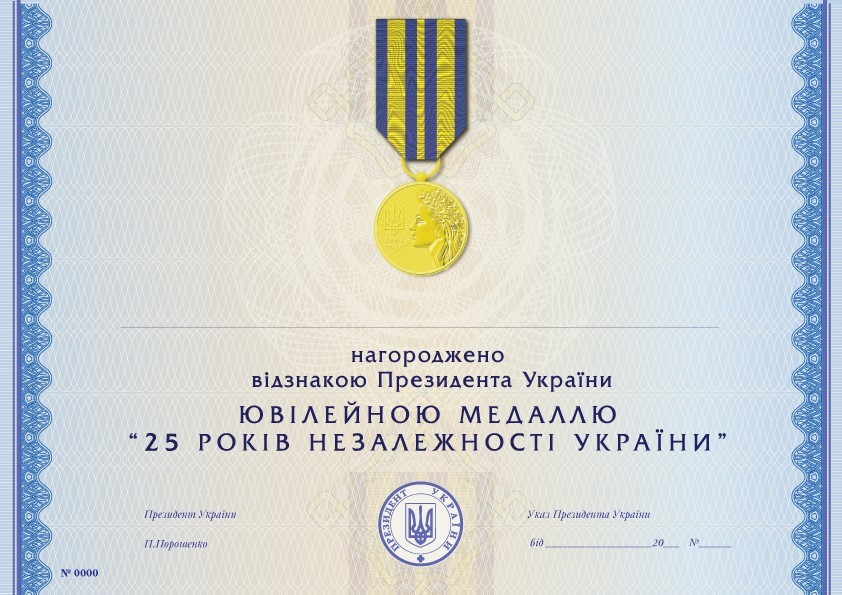
Диплом до медалі

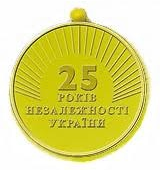
Реверс медалі

Ювілейна медаль «25 років незалежності України» — відзнака Президента України, що встановлена з метою гідного відзначення громадян з нагоди знаменної події в історії національного державотворення — 25-ї річниці незалежності України.
Відзнака встановлена для відзначення громадян за значні особисті заслуги у становленні незалежної України, утвердженні її суверенітету та зміцненні міжнародного авторитету, вагомий внесок у державне будівництво, соціально-економічний, культурно-освітній розвиток, активну громадсько-політичну діяльність, сумлінне та бездоганне служіння Українському народу.
Автор дизайну медалі — Лєжнєв О. О.

## Історія нагороди
- Відзнака Президента України — ювілейна медаль «25 років незалежності України» заснована Указом Президента України Петра Порошенка 17 лютого 2016 року. Указом доручено Комісії державних нагород та геральдики затвердити умови та провести всеукраїнський конкурс на кращий ескіз відзнаки; внести до 15 квітня 2016 року проєкт Положення про відзнаку, а також з урахуванням результатів проведення конкурсу проєкт малюнка відзнаки.
- 29 квітня 2016 року указом Президента України затверджені Положення про відзнаку, малюнки медалі та зразка бланка диплома.[2]
- У 2016 році було виготовлено 3 тис. ювілейних медалей «25 років незалежності України».[3]
- 19 серпня 2016 року Президент України Петро Порошенко підписав Указ № 336/2016 «Про нагородження відзнакою Президента України — ювілейною медаллю „25 років незалежності України“», яким за значні особисті заслуги у становленні незалежної України, утвердженні її суверенітету та зміцненні міжнародного авторитету, вагомий внесок у державне будівництво, соціально-економічний, культурно-освітній розвиток, активну громадсько-політичну діяльність, сумлінне та бездоганне служіння Українському народу постановив нагородити ювілейною медаллю «25 років незалежності України» близько 3 тисяч осіб.[4] Серед нагороджених — колишні Президенти України Леонід Кравчук, Леонід Кучма, Віктор Ющенко, Голова Верховної Ради України Андрій Парубій, деякі колишні та діючі народні депутати, представникі судової гілки влади, міністерств та відомств, інші громадяни.
- 22 серпня 2016 року Президент України Петро Порошенко підписав Указ № 340/2016 «Про відзначення державними нагородами України громадян іноземних держав», яким за вагомий особистий внесок у зміцнення міжнародного авторитету Української держави, популяризацію її історичної спадщини і сучасних надбань та з нагоди 25-ї річниці незалежності України постановив нагородити ювілейною медаллю «25 років незалежності України» 69 іноземних громадян та представників української діаспори.[5]
- 6 грудня 2016 року за вагомий особистий внесок у розвиток національної освіти, підготовку висококваліфікованих спеціалістів, багаторічну плідну науково-педагогічну діяльність та з нагоди 200-річчя від дня заснування Національного університету «Львівська політехніка» медаллю нагороджений Юрій Бобало — ректор Національного університету «Львівська політехніка».[6]
- Монетним двором було виготовленно 3000 ювілейних медалей “25 років незалежності України” . Перше нагородження медаллю відбулося 19 серпня 2016 р. Указом № 336. Кількість нагороджених склала 2678 осіб. Через три дні окремим Указом № 340 Президент нагородив 69 іноземців. Ще одне нагородження відбулося 6 грудня 2016 р. Станом на січень 2017 р. в Державному управлінні справами зберігалося 274 медалі.[7]

### Конкурс на кращий ескіз відзнаки
Комісія державних нагород та геральдики затвердила Порядок проведення та оголосила конкурс, що проводився з 21 березня по 10 квітня 2016 року. У конкурсі могли брати участь усі бажаючі — як окремі особи, так і авторські колективи (окрім членів Комісії).
Ескіз ювілейної медалі повинен відповідати таким вимогам:
- не повинен відтворювати існуючі державні нагороди України та іноземних держав;
- не може використовувати символіку політичних партій та громадських об'єднань;
- повинен передбачати кольорову стрічку та кріплення для носіння на грудях;
- не повинен передбачати виготовлення медалі з кількох деталей;
- не повинен потребувати використання для виготовлення медалі дорогоцінних металів, дорогоцінних та напівдорогоцінних каменів, а також їх імітацій (стразів);
- може передбачати будь-яку форму медалі, при цьому її розмір в натуральну величину не може перевищувати 35 мм;
- повинен передбачати замінники для повсякденного носіння: планку та значок у вигляді зменшеного зображення медалі без стрічки;
- не порушує права інтелектуальної власності третіх осіб.

## Положення про відзнаку
- Ювілейною медаллю нагороджуються громадяни України, іноземці та особи без громадянства.
- Нагородження ювілейною медаллю посмертно не провадиться.
- Висунення кандидатур до відзначення ювілейною медаллю здійснюється відповідно до Порядку представлення до нагородження та вручення державних нагород України[10].
- Клопотання про відзначення громадян ювілейною медаллю разом із нагородними листами установленого зразка вносяться обласними, Київською міською державними адміністраціями, іншими державними органами до Кабінету Міністрів України у визначеному ним порядку.
- Подання про нагородження ювілейною медаллю готує та вносить на розгляд Президенту України Кабінет Міністрів України. Таке подання вноситься списком у паперовому вигляді та на електронному носії. До подання додаються відповідні нагородні листи. Подання про відзначення громадян ювілейною медаллю вносяться на розгляд Президенту України не пізніше як за місяць до відповідної дати.
- Нагородження ювілейною медаллю провадиться указом Президента України.
- Особі, нагородженій ювілейною медаллю, вручаються медаль і диплом встановленого зразка формату А4.

## Опис відзнаки
- Ювілейна медаль виготовляється із жовтого металу і має форму кола діаметром 35 мм. На лицьовому боці медалі у правій частині зображено профіль дівчини в українському національному вінку зі стрічками. У лівій частині медалі на тлі променів розміщено Знак Княжої Держави Володимира Великого, нижче якого напис у два рядки «1991», «2016».
- На зворотному боці ювілейної медалі на тлі стилізованого зображення сонця, що сходить, вміщено напис у чотири рядки: «25 РОКІВ НЕЗАЛЕЖНОСТІ УКРАЇНИ». Усі зображення і написи рельєфні.
- Ювілейна медаль має випуклий бортик з обох боків.
- За допомогою вушка з кільцем ювілейна медаль з'єднується зі стрічкою, протягнутою через кільце і складеною вдвоє із загнутими біля кільця кутами. На зворотному боці стрічки у верхній частині — застібка для прикріплення медалі до одягу.
- Стрічка медалі шовкова муарова з поздовжніми смужками (зліва направо): синього кольору шириною 4,5 мм, жовтого кольору — 7 мм, синього кольору — 4,5 мм, жовтого кольору — 3 мм, синього кольору — 4,5 мм, жовтого кольору — 7 мм, синього кольору — 4,5 мм. Довжина стрічки у складеному вигляді — 55 мм.
- Планка ювілейної медалі — прямокутна металева пластинка, обтягнута стрічкою, як на медалі. Розмір планки: висота — 9,5 мм, ширина — 35 мм.
- Мініатюра ювілейної медалі виготовляється з жовтого металу і є зменшеним зображенням медалі (без стрічки) діаметром 15 мм. На зворотному боці мініатюри ювілейної медалі — голка і цанговий затискач для прикріплення до одягу.

## Послідовність розміщення знаків державних нагород України
- Відзнака Президента України — ювілейна медаль «25 років незалежності України» — на лівому боці грудей після відзнаки Президента України — ювілейної медалі «20 років незалежності України».
- Замість ювілейної медалі нагороджений може носити планку (на форменому одязі) або мініатюру (на цивільному одязі). Планку носять на грудях зліва і розміщують у такій самій послідовності. Мініатюру носять на грудях зліва.